# Campestre San Isidro Fraccionamiento
Campestre San Isidro Fraccionamiento är en ort i Mexiko.   Den ligger i kommunen El Marqués och delstaten Querétaro Arteaga, i den centrala delen av landet, 180 km nordväst om huvudstaden Mexico City. Campestre San Isidro Fraccionamiento ligger 1 909 meter över havet och antalet invånare är 227.
Terrängen runt Campestre San Isidro Fraccionamiento är platt åt sydväst, men åt nordost är den kuperad. Runt Campestre San Isidro Fraccionamiento är det ganska tätbefolkat, med 155 invånare per kvadratkilometer. Närmaste större samhälle är Santiago de Querétaro, 16,9 km väster om Campestre San Isidro Fraccionamiento. Trakten runt Campestre San Isidro Fraccionamiento består till största delen av jordbruksmark.